# پارک می-یونگ
پارک می-یونگ (انگلیسی: Park Mi-young؛ زادهٔ ۱۷ نوامبر ۱۹۸۱) یک بازیکن تنیس روی میز اهل کره جنوبی است. 
وی در مسابقات کشوری و بین‌المللی در مجموع برنده ۵ مدال برنز شده‌است.